# Yoscaba
San Juan de Oros o San Juan de Oro es una localidad argentina ubicada en el Departamento Santa Catalina de la provincia de Jujuy. Se encuentra sobre la Ruta Provincial 7, 15 km al norte de la Laguna de los Pozuelos, y 40 km al sur de Santa Catalina.
Casi sin estructura urbana de su edificación se destaca una escuela y un templo católico.

## Historia
En Yoscaba se asentó una comunidad prehispánica cuyos restos arqueológicos son los más importantes que perduran de su tipo, constituidos por montículos de tierra producto de antiguas casas de adobe de forma cuadrangular, típicas del período Tardío de la Puna, y vinculadas a los cauces de agua y lagunas; así como también se hallaron numerosos restos de cerámica Yavi.